# Los hermanos Karamazov
Los hermanos Karamázov (en ruso: Братья Карамазовы, Brátya Karamázovy, pronunciado [ˈbratʲjə kərɐˈmazəvɨ]) es la última novela del escritor ruso Fiódor Dostoyevski, publicada en 1880. El escritor pasó casi dos años escribiendo la obra, que se publicó de forma seriada en la revista literaria El Mensajero Ruso a lo largo de casi dos años, entre enero de 1879 y noviembre de 1880. Cuatro meses después de su publicación, el autor falleció.
Los hermanos Karamázov es una novela filosófica y psicológica ambientada en la Rusia del siglo XIX, que entra profundamente en los debates éticos de Dios, el libre albedrío y la moralidad. Es un drama espiritual de luchas morales relacionadas con la fe, la duda, el juicio y la razón, contra una Rusia en proceso de modernización, con una trama que gira en torno al parricidio. Dostoyevski compuso gran parte de la novela en la pequeña ciudad de Stáraya Rusa, que inspiró el escenario principal. Desde su publicación, ha sido aclamada como una de las obras más importantes de la literatura universal.

## Historia y contexto

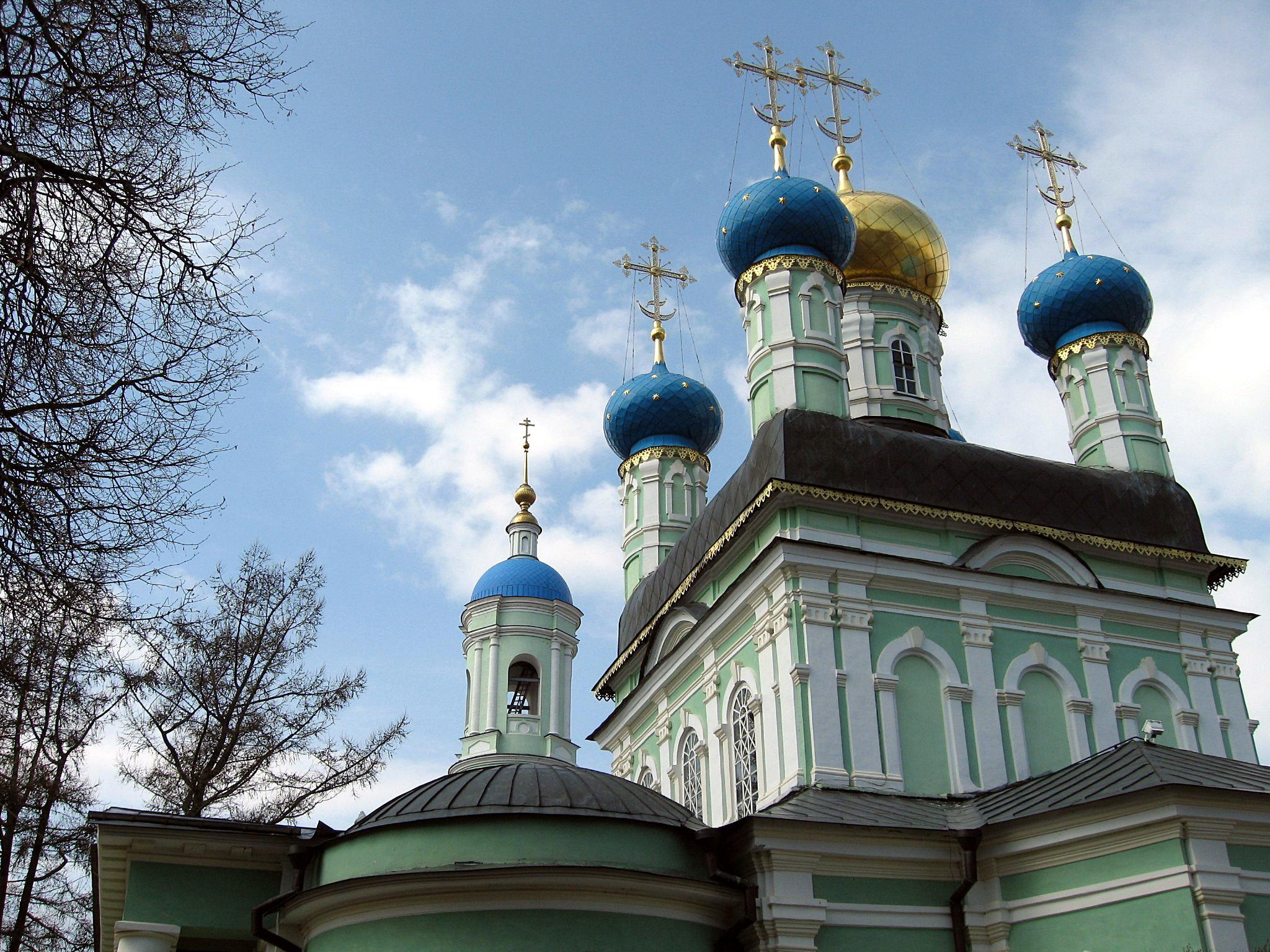
El Monasterio Óptina Pústyñ, uno de los pocos monasterios de la época que permanecen en la actualidad, sirvió como centro espiritual en Rusia en el e inspiró algunos aspectos de Los hermanos Karamázov.

Dostoyevski comenzó sus primeras notas de Los hermanos Karamázov en abril de 1878. Varias de las influencias de Dostoyevski se perciben en las primeras etapas del borrador de la novela. En principio se ve el profundo efecto que el filósofo y pensador ruso Nikolái Fiódorov tuvo en Dostoyevski en ese periodo de su vida. Fiódorov abogaba por un cristianismo en el que la redención y resurrección del ser humano pudiera ocurrir en la tierra cuando los hijos redimieran con sus acciones los pecados de sus padres; de este modo se lograría la unión de la especie humana en una familia universal. La tragedia del parricidio en esta novela se vuelve aún más conmovedora debido a la completa inversión de esta ideología. Los hermanos en la historia no sólo no ganan la redención de su padre, también son cómplices en su asesinato, actos que en sí mismos representan la completa desunión de la humanidad para Dostoyevski.
Aunque la religión y la filosofía influyeron profundamente a Dostoyevski en su vida y en Los hermanos Karamázov, una tragedia mucho más personal alteró el curso de esta obra. En mayo de 1878 la creación de la novela de Dostoyevski fue interrumpida por la muerte de su hijo de tres años, Alekséi (Aliosha). Aun cuando este suceso era trágico en cualquiera de las circunstancias, la muerte de Aliosha fue devastadora para Dostoyevski a causa de que el niño murió de epilepsia, una condición que había heredado de Dostoyevski. El dolor del novelista es palpable al leer el libro. Dostoyevski nombró Aliosha al héroe de la novela, además de dotar a este con todas las cualidades que él mismo admiraba. Esta tragedia también aparece en la novela como la historia del capitán Sneguiriov y su pequeño hijo Iliusha.
Una experiencia muy personal también tuvo influencia en la decisión de Dostoyevski de que fuera un parricidio el crimen que dominara la acción externa de la novela. Al tiempo que cumplía con su sentencia de kátorga (trabajos forzados) en Siberia por hacer circular textos políticamente subversivos en 1850, Dostoyevski conoció a un joven llamado Ilinski que había sido condenado por asesinar a su padre para convertirse en heredero. Casi 10 años después de este encuentro, Dostoyevski se enteró de que Ilinski había sido injustamente condenado y más tarde exonerado cuando el verdadero asesino confesó su crimen. El impacto de este encuentro en el autor es bien claro en la novela, ya que es el principal vehículo de la trama. Muchas de las características físicas y emocionales del personaje Dmitri Karamázov son muy parecidas a las de Ilinski.
En un principio, la obra final de Dostoyevski constaría de dos tomos, el primero como preludio del segundo, que sería de mayor trascendencia e importancia. El héroe del primer relato, Aliosha, sería tomado como principal protagonista del segundo tomo, 20 años después de lo acaecido con el parricidio, período durante el que el joven se ve envuelto en el mundo revolucionario y en un crimen político, además del retorno a casa de su hermano Mitia. No obstante, esta obra nunca fue escrita debido a la muerte de Dostoyevski, y solo quedan unas notas recogidas por sus editores, entre ellos Ana Grigórievna Dostoyévskaya y Alekséi Serguéievich Suvorin.[cita requerida]

### Estructura
La novela se divide en doce libros. A pesar de haber sido escrita en el siglo XIX, presenta varios elementos que pueden caracterizarse como modernos. Dostoyevski compuso el libro con una variedad de técnicas literarias que llevaron a muchos de sus críticos a llamarlo «descuidado». Uno de los ejemplos más relevantes es la narración omnisciente. Aunque el narrador evita mezclarse con muchos de los pensamientos y sentimientos de los protagonistas, se autoproclama escritor, y caracteriza sus propios manierismos de tal forma que a menudo él mismo se transforma en un personaje. A través de sus descripciones, la voz del narrador emerge imperceptiblemente en la de las personas que describe. Así, no existe una voz autoritaria en la historia.
El tratamiento del lenguaje es otra técnica que Dostoyevski emplea en su obra de manera única. Cada personaje tiene una manera particular de hablar que dice mucho de su personalidad. En determinados puntos, la novela se aparta de la trama para penetrar en la historia y la personalidad de otros personajes que, en un principio, no podrían ser considerados importantes. En el sexto libro, la narrativa está casi enteramente dedicada a la biografía del stárets Zósimo, y contiene la confesión de un hombre que este conoció muchos años atrás, aunque esto no tiene relación alguna con la trama principal.

## Traducciones
Pese a que los diferentes tipos de técnicas literarias y distintas voces empleadas vuelven a la novela muy difícil de traducir, Los hermanos Karamázov ha sido traducida del original ruso a varios idiomas.

### Traducciones al español
Existen varias versiones al español: la del abogado y rusista José Laín Entralgo, hermano de Pedro Laín Entralgo, exdirector de la Real Academia Española; la de Rafael Cansinos Assens para la Editorial Aguilar, muy criticada en tiempos recientes[cita requerida]; o la de Augusto Vidal, que se ha convertido en la traducción canónica al español[cita requerida] y que fue revisada y reeditada en Cátedra hace unos años. En 2012, Editorial Colihue, de Argentina, publicó una traducción directa del ruso por el especialista en lenguas eslavas y docente de la Universidad de Buenos Aires Omar Lobos. En 2013, la Editorial Alba presentó una nueva traducción de Marta Rebón, Fernando Otero y Marta Sánchez-Nieves.

### Traducciones a otros idiomas
En catalán, suele citarse la traducción de Joan Sales, de 1961. Sin embargo, se trata de una traducción indirecta, basada en la francesa de Henri Mongault y Marc Laval (1923), y en la española de Cansinos Assens (1959). Además, refleja en buena medida la ideología personal del propio Sales, sobre todo en las notas a pie de página.
En inglés, la traducción hecha por Constance Garnett en 1912 sigue siendo una de las más respetadas, pese a que la autora ha sido criticada por haber introducido elementos victorianos en el texto –por ejemplo, el uso del cockney para representar el habla de los personajes de clase baja. En 1990, Richard Pevear y Larissa Volokhonsky realizaron una traducción que se esfuerza en acercarse al estilo del texto original. Esta traducción recibió el PEN/Book-of-the-Month Club Translation Prize (otorgado por el PEN American Center) y fue bien recibida por especialistas en Dostoyevski.
En alemán, Swetlana Geier hizo una traducción (Die Brüder Karamasow) que fue publicada por la editorial Ammann en 2003.

## Personajes principales
| En ruso y romanizados                   | En ruso y romanizados       | En ruso y romanizados  | En ruso y romanizados |
| Nombre, hipocorístico                   | Patrónimo                   | Apellido               |                       |
| --------------------------------------- | --------------------------- | ---------------------- | --------------------- |
| Фёдор Fiódor                            | Па́влович Pávlovich          | Карама́зов Karamázov    |                       |
| Дми́трий, Ми́тя Dmítri, Mítia             | Фёдорович Fiódorovich       | Карама́зов Karamázov    |                       |
| Ива́н, Ва́ня Iván, Vánia                  | Фёдорович Fiódorovich       | Карама́зов Karamázov    |                       |
| Алексе́й, Алёша Alekséi, Aliósha         | Фёдорович Fiódorovich       | Карама́зов Karamázov    |                       |
| Па́вел Pável                             | Фёдорович Fiódorovich       | Смердяко́в Smerdiakóv   |                       |
| Аграфе́на, Гру́шенька Agraféna, Grúshenka | Алекса́ндровна Aleksándrovna | Светло́ва Svetlóva      |                       |
| Катери́на, Ка́тя Katerína, Kátia          | Ива́новна Ivánovna           | Верхо́вцева Verjóvtseva |                       |
| Илья́, Илю́ша Iliá, Iliúsha               | Никола́евич Nikoláievich     | Снегирёв Sneguirióv    |                       |
| ста́рец Зо́сима stárets Zósima            |                             |                        |                       |
|                                         |                             |                        |                       |

El título de la novela hace alusión a los tres hijos legítimos de Fiódor Karamázov. El mayor, Dmitri, es el único hijo de Fiódor con su primera esposa, Adelaida. Los dos menores, Iván y Alekséi, son hijos de Fiódor y su segunda esposa, Sofía.
- Fiódor Pávlovich Karamázov. Hombre ridículo y oportunista de 55 años que tiene tres hijos de dos matrimonios. Se rumorea que tiene también un cuarto hijo ilegítimo, Pável Fiódorovich Smerdiakov, a quien contrata como sirviente. Como Fiódor nunca manifestó interés por ninguno de sus hijos, éstos crecieron apartados tanto de él como entre sí. La relación de Fiódor con sus hijos adultos es uno de los temas principales de la trama.

- Dmitri Fiódorovich Karamázov, también llamado Mitia, Mitka o Mítienka. Es el único hijo del primer matrimonio de Fiódor y Adelaida Ivánovna Miúsova. Por su personalidad, es el hijo que más se parece al padre: es un hedonista que apuesta y despilfarra enormes cantidades de dinero. En su juventud Dmitri fue soldado, participó en un duelo y generalmente se deshonraba de numerosas maneras. Al principio de la novela Dmitri se enreda en una amarga discusión con su padre sobre su herencia y una mujer local que ambos se disputan. Este altercado lo convierte en el principal sospechoso del asesinato de su padre.

- Iván Fiódorovich Karamázov, también llamado Vania, Vanka o Vánechka. Es el primer hijo del segundo matrimonio de Fiódor con Sofía Ivánovna. Es un ferviente racionalista y también ateísta. Desde pequeño tuvo mal carácter y se relaciona poco con los demás. El odio contenido que siente por su padre lo lleva a su propia culpabilidad moral sobre el asesinato de Fiódor y contribuye a su locura. Algunos de los pasajes más conocidos de la novela involucran a Iván, entre ellos el capítulo «Rebelión», el poema El Gran Inquisidor  y su pesadilla sobre el diablo en el libro undécimo.

- Alekséi Fiódorovich Karamázov, también llamado Alioshka, Aliosha o Lióshechka. Es el más pequeño de los hermanos Karamázov, segundo hijo de Fiódor Pávlovich y Sofía Ivánovna. En el primer capítulo el narrador lo identifica como el héroe de la novela. Aliosha es un novicio en el monasterio local. Sus creencias religiosas lo convierten en el contrapunto de su hermano Iván. El monje principal, Zósimo, lo envía a la ciudad y posteriormente se enreda en los detalles de la disfunción de su familia. En una trama secundaria, Aliosha se hace amigo de un grupo de escolares cuyo destino agrega un mensaje de esperanza a la novela. El personaje está inspirado en Vladímir Soloviov, amigo de Dostoyevski.

- Pável Fiódorovich Smerdiakov. Es el hijo de Lizaveta Smerdiáschaia, una mujer bendita de la calle. Se rumorea extensamente que es hijo ilegítimo de Fiódor Karamázov. Es un hombre muy antipático y huraño que trabaja como sirviente y cocinero de Fiódor. De niño recogía gatos callejeros para ahorcarlos y enterrarlos. Aunque es distante con la mayoría de la gente, siente una especial admiración por Iván y comparte su ateísmo.

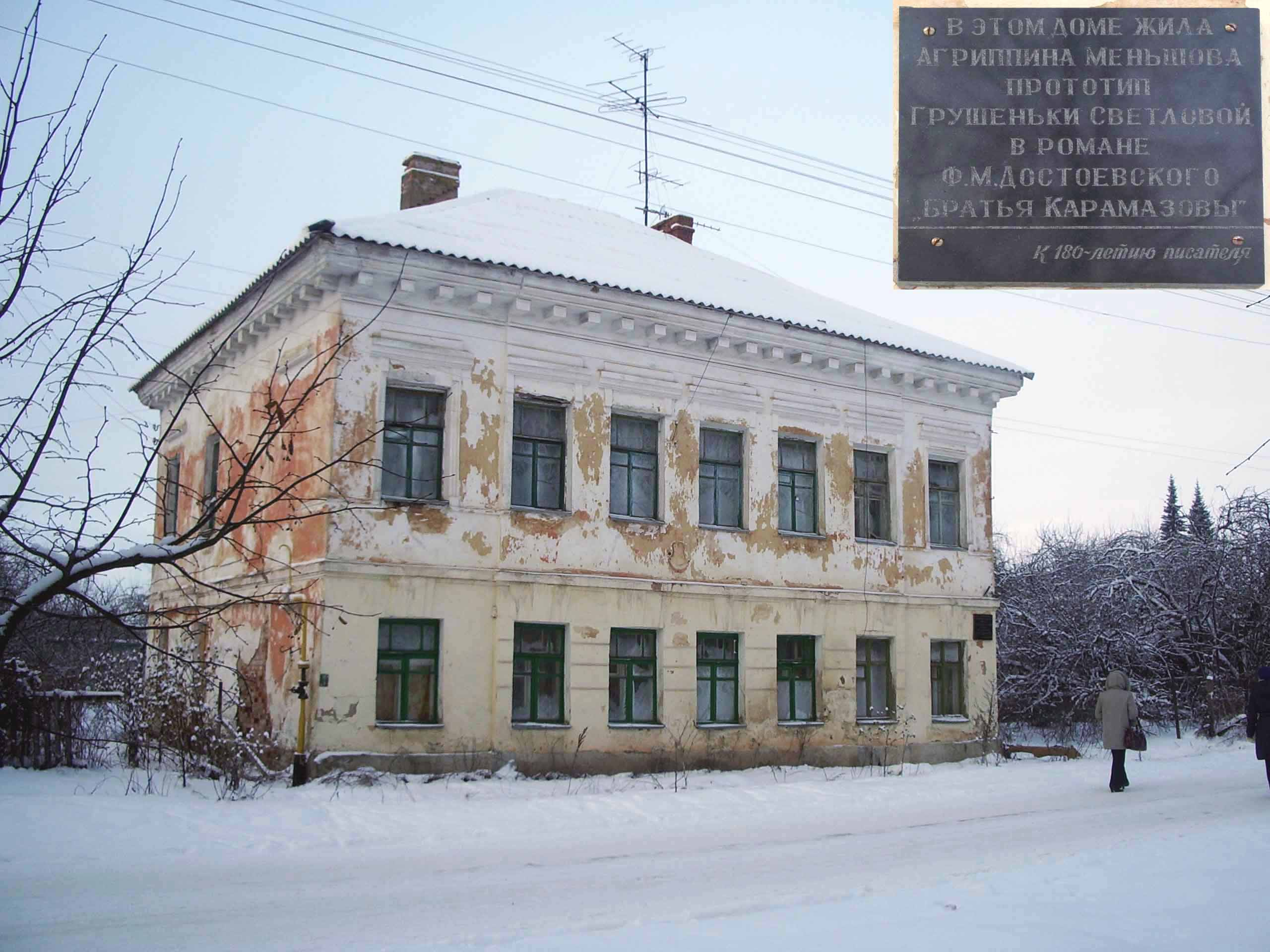
Casa de Grúshenka Menshova, en Stáraya Rusa, que sirvió como inspiración real para el personaje de Grúshenka.

- Agrafena Aleksándrovna Svetlova, también llamada Grúshenka, Grusha o Grushka. Es un personaje al estilo del personaje bíblico de Jezabel. Tiene un extraño encanto entre los hombres. Un oficial polaco la rechazó en su juventud y quedó bajo la protección de un avaro tirano. Grúshenka inspira una profunda admiración y lujuria en Fiódor y Dmitri Karamázov. Su rivalidad por su afecto es uno de los motivos más perjudiciales que lleva a Dmitri a la convicción del asesinato de su padre.

- Katerina Ivánovna Verjóvtseva, también llamada Katia, Katka o Kátenka. Prometida de Dmitri a pesar de sus aventuras muy abiertas con Grúshenka. Se comprometió con Dmitri después de que él sacara bajo fianza a su padre a causa de una deuda. Katerina produce otro triángulo amoroso entre los hermanos Karamázov cuando se enteran de que Iván está enamorado de ella. Es orgullosa y su magnanimidad es una fuente constante de tormento para Dmitri.

- Zósimo. Es el líder espiritual (stárets) de Aliosha en el monasterio de la ciudad. Es famoso entre los ciudadanos por sus habilidades proféticas y curativas, algo que inspira tanto admiración como celos entre sus compañeros monjes. La tarea de refutar las poderosas discusiones ateístas de Iván es dejada a lo espiritual, que se apoya de la vida y las enseñanzas de Zósimo.

- Iliusha, también llamado Iliúshechka. Es uno de los estudiantes de la escuela local y el protagonista de la trama secundaria más importante de la novela. Su padre, el capitán Sneguiriov, es un funcionario empobrecido que es insultado por Dmitri cuando Fiódor lo contrata para amenazar a este último para que pague sus deudas, y esto lleva a la familia a la vergüenza. Nos conducen a creer que es la razón por la que, en parte, Iliusha cae enfermo, para finalmente morir (su funeral es el capítulo de conclusión de la novela), para ilustrar que incluso las acciones de menor importancia pueden dejar profunda huella en las vidas de otros, y que «somos todos responsables los unos con los otros».

## Sumario

### Libro primero: «Una pequeña y agradable familia»
En original, История одной семейки. Introduce la familia Karamázov y relata la historia de su pasado reciente y distante. Se describe en esta crónica, algunos detalles de los dos matrimonios de Fiódor Pávlovich así como el nacimiento de sus tres hijos y su indiferencia hacia ellos. El narrador también hace una somera introducción de las intrincadamente complejas personalidades de los tres hermanos y las circunstancias que los conducen a regresar al pueblo de Fiódor Pávlovich. El primer libro concluye describiendo la misteriosa orden religiosa de los stártsy de la cual se vuelve devoto Aliosha.

### Libro segundo: «Una reunión inapropiada»
En original, Неуместное собрание. Se inicia cuando la familia Karamázov, conjuntamente con Piótr Aleksándrovich Miúsov, cuñado de Fiódor, llega al monasterio local para que el stárets Zósimo actúe de mediador en relación con la herencia de Dmitri. Irónicamente, fue idea del ateísta Iván que se organizase esta reunión en tan sagrado lugar con la presencia del famoso ermitaño. Dmitri, como es usual en él, llega tarde y la reunión pronto degenera logrando únicamente exacerbar las diferencias entre Dmitri y Fiódor. Este libro contiene también una escena conmovedora cuando el stárets Zósimo consuela a una mujer que llora la muerte de su hijo de tres años. La pobre mujer refleja un paralelo con la tragedia que sufrió Dostoyevski al perder a su pequeño hijo Alekséi.

### Libro tercero: «Los sensuales»
En original, Сладострастники. Ofrece mayores detalles del triángulo amoroso que se ha formado entre Fiódor, su hijo Dmitri y Grúshenka. Se explora la personalidad de Dmitri en la conversación entre él y Aliosha, mientras Dmitri se esconde cerca de la casa de su padre para ver si llega Grúshenka. Más tarde esa noche, Dmitri irrumpe en la casa de su padre y lo ataca mientras lo amenaza con regresar y matarlo en el futuro. Este libro introduce también a Smerdiakov y sus orígenes, así como la historia de su madre Lizaveta. En la conclusión de este libro, Aliosha es testigo de la amarga humillación de Katerina, la prometida de Dmitri, por parte de Grúshenka, lo que conlleva a una terrible vergüenza y escándalo para esta orgullosa mujer.

### Libro cuarto: «Raíces»
En original, Надрывы. Introduce una historia colateral en la novela que resurgirá nuevamente más adelante en la trama. Se inicia con Aliosha observando a un grupo de escolares que lanzan piedras a un compañero enfermizo llamado Iliusha (o Iliúshechka). Cuando Aliosha regaña a los chicos y trata de ayudar, Iliusha muerde el dedo de Aliosha. Más adelante se revela que el padre de Iliusha, un jefe de personal retirado de nombre Sneguiriov, había sido atacado por Dmitri, quien lo humilló públicamente y lo sacó a la fuerza de un taberna. Aliosha escucha sobre los problemas que tienen en casa de los Sneguiriov y le ofrece dinero al padre como disculpa por los actos de su hermano. El padre del niño inicialmente acepta el dinero, pero luego lo arroja al suelo y lo pisotea antes de volver a su casa.

### Libro quinto: «Pros y contras»
En original, Pro и contra. Fue descrito por Dostoyevski como el punto culminante de la novela. Iván Karamázov defendía y adoptaba la ideología racionalista y nihilista que avanzaba en Rusia en esa época mientras discutía con Aliosha en una taberna. En el capítulo llamado Rebelión Iván proclama que rechaza el mundo que Dios creó debido a que está construido sobre las bases del sufrimiento de niños inocentes. Más adelante, en el capítulo probablemente más conocido de la novela, El gran inquisidor, Iván le cuenta a Aliosha un poema suyo (aún no escrito) que describe a un representante de la Inquisición española y su encuentro en Sevilla con Jesús, quien ha retornado a la Tierra. El inquisidor cuestiona a Jesús afirmando que al darle libre albedrío a la humanidad lo que se ha obtenido es la condena de la humanidad a la miseria y al desespero.

### Libro sexto: «El monje ruso»
En original, Русский инок. Relaciona la vida y la historia del Zósimo, el stárets, cómo descubrió su fe a la mitad de un duelo, y cómo, debido a esto, decidió convertirse en monje. Algunas de las doctrinas y de las enseñanzas de Zósimo son las de predicar que la gente debe perdonar a otros al reconocer sus propios pecados y su culpabilidad ante los demás. Zósimo enseña que ningún pecado se encuentra aislado y de esta manera cada uno es responsable de los pecados del otro. Dostoyevski escribió este libro como respuesta y refutación al desafío de Iván por la creación de Dios descrita en el libro anterior.

### Libro séptimo: «Aliosha»
En original, Алёша. Comienza inmediatamente después de la muerte de Zósimo. Una opinión que comúnmente tienen en la ciudad, así como en el monasterio, es que los cuerpos de los hombres excesivamente santos no sucumben a la putrefacción. Así la expectativa para el Zósimo líder es que su cuerpo muerto tampoco se descompondrá. Es una gran sorpresa para la ciudad entera que el cuerpo de Zósimo no solamente decae, sino que también comienza el proceso casi inmediatamente después de su muerte. Desde el primer día el olor del cuerpo de Zósimo es ya insoportable. Para muchos esto les hace cuestionar su anterior respeto y admiración hacia Zósimo. Aliosha está devastado particularmente por la violación del nombre de Zósimo debido nada más que a la corrupción de su cuerpo muerto. Uno de los compañeros de Aliosha en el monasterio de nombre Rakitin utiliza la vulnerabilidad de Aliosha para preparar una reunión entre él y Grúshenka. El libro termina con la regeneración espiritual de Aliosha mientras que él besa la tierra fuera del monasterio y llora estremecidamente hasta que finalmente sale al mundo, renovado.

### Libro octavo: «Mitia»
En original, Митя. Trata principalmente de la búsqueda salvaje y loca de Dmitri por el dinero para poder huir con Grúshenka. Dmitri le debe dinero a su prometida Katerina y se considerará un ladrón si no encuentra el dinero para pagarle antes de emprender su búsqueda por Grúshenka. Esta loca búsqueda por el dinero lleva a Dmitri del benefactor de Grúshenka a una ciudad vecina con una falsa promesa de un negocio. Todo el tiempo Dmitri está aterrorizado de que Grúshenka pueda ir con su padre Fiódor y casarse con él porque este ya tiene los medios monetarios para satisfacerla. Cuando Dmitri regresa del fracaso con el negocio en la ciudad vecina se entera de que el antiguo prometido de Grúshenka ha vuelto y que se la ha llevado a una casa de campo cerca de donde acababa de estar Dmitri. Tan pronto como se enteró de esto, Dmitri carga un carro completo de comida y vino. Se produce una disputa y en el transcurso de ella Grúshenka afirma que ella realmente está enamorada de Dmitri. Pero justo en la conclusión del libro, la policía entra a la casa de campo e informa a Dmitri que está bajo arresto por el asesinato de su padre.

### Libro noveno: «La investigación preliminar»
En original, Предварительное следствие. Introduce los detalles del asesinato de Fiódor y describe el interrogatorio y tormento de Dmitri mientras que es cuestionado y sospechoso de un crimen que él no cometió. El lector descubre que Dmitri tuvo la oportunidad de matar a su padre, e incluso lo deseó, pero no lo hizo. En lugar de esto casi mata al criado de la familia, Grigori Vasílievich, aporreándolo en la cabeza con la mano de un mortero, mientras que escalaba sobre la cerca en el jardín de Fiódor. Toda la evidencia apunta hacia Dmitri; la única otra persona que estaba en la casa a la hora del asesinato era Smerdiakov y estaba incapacitado debido a un ataque epiléptico que sufrió el día anterior. De hecho, Smerdiakov fingió este ataque y, se sabe más adelante, que él fue quien mató a Fiódor. Como resultado de la evidencia abrumadora en contra de él, Dmitri es formalmente culpado de parricidio y llevado a prisión para aguardar el juicio.

### Libro décimo: «Muchachos»
En original, Мальчики. Reintroduce la historia de los estudiantes e Iliusha mencionado por último en el libro cuarto. El libro comienza con la introducción del muchacho joven Nikolái "Kolia" Krasotkin. Kolia es un muchacho brillante que proclama su ateísmo y creencia en las ideas de Europa. Parece estar destinado a seguir los pasos espirituales de Iván Karamázov; Kolia está aburrido con la vida y constantemente atormenta a su madre poniéndose en peligro. Como parte de una travesura, Kolia se acuesta entre los rieles del ferrocarril mientras que un tren pasa sobre él y se convierte en algo así como una leyenda por dicha hazaña. El resto de los muchachos admiran a Kolia, y especialmente a Iliúshechka. Puesto que la narración dejó a Iliusha en el libro cuarto, su enfermedad ha empeorado progresivamente y el doctor indica que no se recuperará. Kolia e Iliúshechka tuvieron un altercado acerca de la humillación que Dmitri hizo al padre de Iliusha. Pero gracias a la intervención de Aliosha, los otros estudiantes se reconcilian con Iliusha y Kolia pronto los acompaña al lado de su cama. Es aquí cuando Kolia conoce a Aliosha por primera vez y comienza a valorar de nuevo su creencia nihilista.

### Libro undécimo: «El hermano Iván Fiódorovich»
En original, Брат Иван Федорович. Narra la influencia destructiva de Iván Karamázov sobre aquellos alrededor de él y su caída en la locura. Es en este libro cuando Iván se reúne tres veces con Smerdiakov; la última reunión culmina en la confesión de Smerdiakov de haber asesinado a Fiódor Pávlovich Karamázov.  Smerdiakov expresa incredulidad ante la ignorancia y sorpresa manifestadas por Iván. Smerdiakov asegura que Iván fue su cómplice en el asesinato debido a lo que le dijo a Smerdiakov cuando él iba a salir de la casa de Fiódor Pávlovich, y, más importante aún, debido a que inculcó en Smerdiakov la creencia de que en un mundo sin Dios «todo se permite». El libro termina cuando Iván tiene una alucinación en la que lo visita el diablo, quien lo atormenta al burlarse del conflicto entre su ateísmo y su deseo desesperado de aferrarse a una creencia, cualquiera, por absurda que sea. Aliosha encuentra a Iván delirando y le informa que Smerdiakov se ahorcó poco después de su última reunión.

### Libro duodécimo: «Un error judicial»
En original, Судебная ошибка. Detalla el juicio de Dmitri Karamázov por el asesinato de su padre Fiódor. El drama de la Corte es satirizado agudamente por Dostoyevski. Los hombres en la audiencia son descritos como resentidos y vengativos, y las mujeres están irracionalmente envueltas en el romanticismo del triángulo amoroso de Dmitri entre sí mismo, Katerina, y Grúshenka. El momento crucial del juicio ocurre con el testimonio de Katerina que condena a Dmitri, en el cual ella reproduce una carta que él le escribió estando ebrio, diciendo que mataría a Fiódor. La tragedia continúa cuando Iván declara en estado de locura y es sacado de la Corte después de hablar de su última reunión con Smerdiakov y de la confesión ya mencionada. El libro concluye con las apasionadas observaciones de cierre del fiscal y de la defensa, y el veredicto final de que Dmitri es culpable.

### Epílogo
Durante el epílogo se narran los hechos posteriores al juicio de Dmitri, en el cual se plantea la idea de su posible fuga. También se muestra el entierro del pequeño Iliusha y se deja entrever el posible futuro de Aliosha lejos de la ciudad.

## Influencia
Los hermanos Karamázov ha influido enormemente a algunos de los mayores escritores y filósofos. Sigmund Freud la llamó «la más magnífica novela jamás escrita» y se mostró fascinado por su temática edípica y parricida. En su ensayo "Dostoyevski y el parricidio", publicado en 1928, Freud analizó las neurosis de Dostoyevski y cómo influyeron en su obra. Sostuvo que la epilepsia del escritor no era una condición natural sino una manifestación física de la culpa escondida por la muerte de su padre, citando como evidencia el hecho de que los ataques de epilepsia de Dostoyevski comenzaron a los dieciocho años, después de la muerte de su padre. Según Freud, Dostoyevski –así como todos los hijos– deseaba la muerte de su padre a causa de un deseo latente por su madre. Como evidencia literaria de su teoría, Freud menciona la temática del parricidio y la culpa, especialmente en la forma de culpa moral representada por Iván Karamázov.
Franz Kafka reconoció la influencia de Dostoyevski y Los hermanos Karamázov y se llamó –tal vez debido a los temas existencialistas que ambos manejaron– un «pariente de sangre» del autor ruso. Kafka también luchó con su propia enfermedad debilitante, la tuberculosis. Otro paralelo interesante entre los dos autores son las relaciones conflictivas con sus padres. Kafka se sintió inmensamente atraído por el odio que los hijos de Fiódor demuestran en Los hermanos Karamázov y trató el tema de la relación entre padre e hijo en muchas de sus obras, especialmente en el cuento El juicio.
En 2007, el papa Benedicto XVI citó un pasaje de la novela en su encíclica Spe salvi.

## Crítica

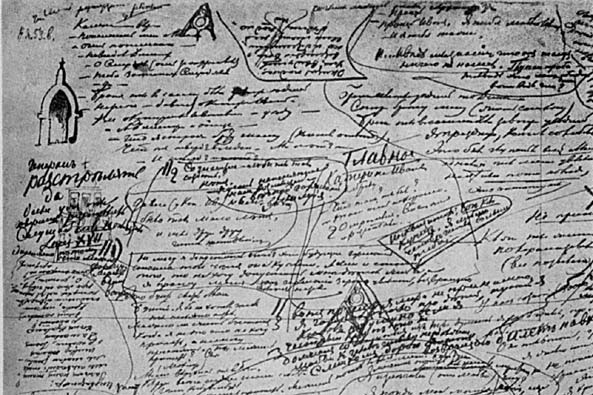
Notas de Fiódor Dostoyevski sobre el capítulo quinto de Los hermanos Karamázov

Los hermanos Karamázov es generalmente considerada la mejor y más importante obra de Dostoyevski. Ha sido aclamada, citada y analizada por diversos escritores y críticos literarios del mundo, tales como Sigmund Freud, Andrew R. MacAndrew, Vasili Grossman, Konstantín Mochulski y Mijaíl Bajtín, como una obra maestra de la literatura y una de las más grandes novelas jamás escritas.
El libro puede leerse en dos niveles: en el más superficial, se narra la historia de un parricida con el que todos los hijos del hombre asesinado comparten diversos niveles de complicidad; en un nivel más profundo se encuentra el drama espiritual de un conflicto moral que involucra fe, duda, racionalismo y libre albedrío. La novela fue compuesta en su mayor parte en la localidad de Stáraya Rusa, al sur de Nóvgorod, que sirve también como marco principal de la historia. Dostoyevski pasó cerca de dos años escribiendo Los hermanos Karamázov, que fue publicada como una serie en El mensajero ruso, y completada en noviembre de 1880. Si bien Dostoyevski había escrito esta obra pensando en una continuación, murió menos de cuatro meses después de su publicación, dejando sin concretar esta segunda parte.

## Filmografía
- Fue llevada al cine en 1958 por Richard Brooks con el título homónimo.
- En 1969, se estrena la versión del director soviético Iván Pýriev, que es más fiel a la obra.
- En 2013, fue adaptada para televisión en Japón bajo el título カラマーゾフの兄弟 (Karamázov No Kyoudai, traducción exacta del título de la novela). La historia es básicamente la misma, pero los nombres y contexto fueron adaptados al Japón moderno. Está protagonizada por Hayato Ichihara (Iván/Isao), Takumi Saito (Dmitri/Mitsuru), Kento Hayashi (Alekséi/Ryo), Rin Takanashi (Katerina/Kanako), Yuria Haga (Grúshenka/Kurumi), Kotaro Yoshida (Fiódor/Bunzo) y Kouhei Matsushita (Pável/Suematsu) entre otros. Fue emitida por la cadena FujiTV en 11 episodios.